# Calvoa sapinii
Calvoa sapinii är en tvåhjärtbladig växtart som beskrevs av De Wild.. Calvoa sapinii ingår i släktet Calvoa och familjen Melastomataceae. Inga underarter finns listade i Catalogue of Life.